# نیکلاس نور
نیکلاس نور (دانمارکی: Niclas Nøhr؛ زادهٔ ۲ اوت ۱۹۹۱) بدمینتون‌باز اهل دانمارک است. وی بین سال‌های ۲۰۱۰ تا ۲۰۲۲ میلادی فعالیت می‌کرد.